# Gnophos operaria
Gnophos operaria är en fjärilsart som beskrevs av Curtis 1826. Gnophos operaria ingår i släktet Gnophos och familjen mätare. Inga underarter finns listade i Catalogue of Life.